# Đường lên đỉnh Olympia năm thứ 15
Đường lên đỉnh Olympia năm thứ 15, thường được gọi tắt là Olympia 15 hay O15 là năm thứ 15 của cuộc thi Đường lên đỉnh Olympia dành cho học sinh trung học phổ thông do Đài Truyền hình Việt Nam tổ chức. Cuộc thi năm thứ 15 được phát sóng trên kênh VTV3 từ ngày 10 tháng 8 năm 2014 và kết thúc với trận chung kết được truyền hình trực tiếp vào ngày 16 tháng 8 năm 2015. Đây là năm cuối cùng Tập đoàn LG trở thành nhà tài trợ chính cho chương trình.
Nhà vô địch của năm thứ 15 là Văn Viết Đức đến từ Trường Trung học phổ thông Thị xã Quảng Trị, tỉnh Quảng Trị.

## Luật chơi

### Khởi động
Trong vòng 1 phút, mỗi thí sinh khởi động với tối đa 12 câu hỏi thuộc các lĩnh vực: Toán, Lý, Hóa, Sinh, Văn, Sử, Địa, Thể thao, Nghệ thuật, Lĩnh vực khác, Tiếng Anh. Mỗi câu trả lời đúng được 10 điểm, trả lời sai không bị trừ điểm.

### Vượt chướng ngại vật
Có 4 từ hàng ngang, cũng là 4 gợi ý liên quan đến một chướng ngại vật mà các thí sinh phải đi tìm. Có 1 bức tranh (là một gợi ý quan trọng liên quan đến chướng ngại vật) được chia làm 5 phần: 4 góc tương đương với 4 từ hàng ngang và một ô trung tâm. Ô trung tâm cũng là một câu hỏi, mở được ô này sẽ mở được phần quan trọng nhất của bức tranh.
Mỗi thí sinh có 1 lượt lựa chọn trả lời một trong các từ hàng ngang này. Cả bốn thí sinh cùng trả lời câu hỏi bằng máy tính trong thời gian 15 giây. Trả lời đúng mỗi từ hàng ngang, thí sinh được 10 điểm. Ngoài việc mở được từ hàng ngang nếu trả lời đúng, một góc của hình ảnh được đánh số tương ứng với từ hàng ngang cũng được mở ra.
Thí sinh có thể bấm chuông trả lời chướng ngại vật bất cứ lúc nào. Trả lời đúng chướng ngại vật trong từ hàng ngang đầu tiên được 80 điểm, trong từ hàng ngang thứ 2 được 60 điểm, trong từ hàng ngang thứ 3 được 40 điểm, trong từ hàng ngang thứ 4 được 20 điểm.
Sau 4 từ hàng ngang, câu hỏi thứ 5 sẽ hiện ra ở phần trung tâm của bức tranh. Đáp án của câu hỏi này là gợi ý cuối cùng của chương trình. Trả lời đúng câu hỏi thứ 5 này, thí sinh được 10 điểm. Nếu trả lời đúng chướng ngại vật sau câu hỏi thứ 5, thí sinh được 10 điểm. Nếu trả lời sai chướng ngại vật, thí sinh sẽ bị loại khỏi phần chơi này.

### Tăng tốc
Có 4 câu hỏi, mỗi câu các thí sinh có 30 giây để trả lời bằng máy tính. Thí sinh trả lời đúng và nhanh nhất được 40 điểm, đúng và nhanh thứ 2 được 30 điểm, đúng và nhanh thứ 3 được 20 điểm, đúng và nhanh thứ 4 được 10 điểm.
3 loại câu hỏi được sử dụng trong phần thi này:
- 1 câu hỏi IQ (câu số 1): Các dạng câu hỏi ở dạng này rất rộng, bao gồm tìm số khác trong dãy số, tìm hình khác nhất so với các hình đã cho, tìm quy luật để điền hình đúng, giải mật mã,...
- 1 câu hỏi sắp xếp hình ảnh (câu số 3): Một bức ảnh được chia ra làm 6 phần đánh số từ 1 tới 6. Thí sinh phải sắp xếp các bức hình đã được cắt nhỏ theo thứ tự từ trái sang phải và từ trên xuống dưới. Đây là năm đầu tiên dạng câu hỏi sắp xếp được đưa vào chương trình.
- 2 câu hỏi dữ kiện (câu số 2 và 4): Các bức ảnh, dữ kiện được đưa ra theo thứ tự ngày càng chi tiết. Bằng các gợi ý này, thí sinh phải trả lời các câu hỏi như: "Đây là ai", "Đây là địa danh nào", "Đây là loài vật nào",...[1]

### Về đích
Có 3 gói câu hỏi với các mức 40, 60, 80 điểm để thí sinh lựa chọn. Trong đó gói 40 điểm gồm 2 câu hỏi 10 điểm và 1 câu hỏi 20 điểm; gói 60 điểm gồm 1 câu hỏi 10 điểm, 1 câu hỏi 20 điểm và 1 câu hỏi 30 điểm; gói 80 điểm gồm 1 câu hỏi 20 điểm và 2 câu hỏi 30 điểm. Thời gian suy nghĩ và trả lời của câu 10 điểm là 10 giây, câu 20 điểm là 15 giây, câu 30 điểm là 20 giây.
Thí sinh đang trả lời gói câu hỏi của mình phải đưa ra câu trả lời trong thời gian quy định của chương trình. Nếu không trả lời được câu hỏi thì các thí sinh còn lại có 5 giây để bấm chuông giành quyền trả lời. Trả lời đúng được cộng thêm số điểm của câu hỏi từ thí sinh đang thi, trả lời sai sẽ bị trừ nửa số điểm của câu hỏi.
Thí sinh có quyền được đặt ngôi sao hy vọng một lần trước bất kỳ câu hỏi nào. Trả lời đúng được gấp đôi số điểm, trả lời sai bị trừ đi số điểm của câu hỏi.

### Giải thưởng
| Cuộc thi | Giải Nhất                       | Giải Nhì               | Giải Ba       |
| -------- | ------------------------------- | ---------------------- | ------------- |
| Tuần     | 4.000.000VNĐ 1 màn hình 19 inch | 3.000.000VNĐ 1 đầu DVD | 2.000.000VNĐ  |
| Tháng    | 6.000.000VNĐ 1 màn hình 20 inch | 4.000.000VNĐ 1 đầu DVD | 3.000.000VNĐ  |
| Quý      | 25.000.000VNĐ 1 tivi 42 inch    | 8.000.000VNĐ 1 đầu DVD | 4.000.000VNĐ  |
| Năm      | 35.000USD                       | 20.000.000VNĐ          | 10.000.000VNĐ |

## Các số phát sóng
| Chung kết năm | Chung kết năm         | Tổng kết | Tổng kết                                                                |
| ------------- | --------------------- | -------- | ----------------------------------------------------------------------- |
| Quý 1         | Văn Viết Đức          | Vô địch  | Văn Viết Đức (THPT Thị xã Quảng Trị, Quảng Trị)                         |
| Quý 2         | Huỳnh Anh Nhật Trường | Vô địch  | Văn Viết Đức (THPT Thị xã Quảng Trị, Quảng Trị)                         |

Huỳnh Nguyễn Hồng Chiến và số điểm 460, kỷ lục mới của Đường lên đỉnh Olympia. Thành tích này đã giúp Chiến giành được một đề cử trong giải thưởng Ấn tượng VTV 2015 ở hạng mục Khách mời Ấn tượng.

| Quý 3         | Nguyễn Cao Ngọc Vũ    | Kỷ lục   | Huỳnh Nguyễn Hồng Chiến - 460 điểm (THPT Chuyên Lê Quý Đôn, Ninh Thuận) |
| Quý 4         | Nguyễn Huy Hoàng      | Kỷ lục   | Huỳnh Nguyễn Hồng Chiến - 460 điểm (THPT Chuyên Lê Quý Đôn, Ninh Thuận) |

| Màu sắc sử dụng trong các bảng kết quả                  |
| ------------------------------------------------------- |
| Thí sinh đạt giải nhất và trực tiếp lọt vào vòng trong  |
| Thí sinh lọt vào vòng trong nhờ có số điểm nhì cao nhất |
| Thí sinh Vô địch cuộc thi Chung kết Năm                 |

- Lưu ý: Điểm thi của các thí sinh là điểm của riêng phần thi đó.[2]

### Quý 1

#### Tuần 1 - Tháng 1 - Quý 1
Phát sóng: 13 giờ ngày 10 tháng 8 năm 2014
| Họ và tên thí sinh     | Trường                                     | Khởi động | VCNV | Tăng tốc | Về đích | Tổng điểm |
| ---------------------- | ------------------------------------------ | --------- | ---- | -------- | ------- | --------- |
| Hà Triệu Huy           | THPT Lương Sơn, Hoà Bình                   | 40        | 0    | 80       | 5       | 125       |
| Phồng Triệu Nhật Quang | THPT Chuyên Lê Hồng Phong, TP. Hồ Chí Minh | 80        | 60   | 140      | 0       | 280       |
| Phùng Thị Hoài Chi     | THPT Bất Bạt, Hà Nội                       | 30        | 0    | 90       | -10     | 110       |
| Trần Hoàng Anh         | THPT Diễn Châu 4, Nghệ An                  | 40        | 0    | 50       | 40      | 130       |

#### Tuần 2 - Tháng 1 - Quý 1
Phát sóng: 13 giờ ngày 17 tháng 8 năm 2014
| Họ và tên thí sinh  | Trường                          | Khởi động | VCNV | Tăng tốc | Về đích | Tổng điểm |
| ------------------- | ------------------------------- | --------- | ---- | -------- | ------- | --------- |
| Kiều Thị Mỹ Hạnh    | THPT Kon Tum, Kon Tum           | 70        | 70   | 20       | 20      | 180       |
| Nguyễn Việt Bảo Lâm | THPT Chuyên Trần Phú, Hải Phòng | 50        | 0    | 80       | -35     | 95        |
| Trần Thị Thuý Kiều  | THPT Hà Tiên, Kiên Giang        | 30        | 10   | 10       | 30      | 80        |
| Phạm Ngọc Quang Anh | THPT Phan Đình Phùng, Hà Nội    | 30        | 10   | 100      | -40     | 100       |

#### Tuần 3 - Tháng 1 - Quý 1
Phát sóng: 13 giờ ngày 24 tháng 8 năm 2014
| Họ và tên thí sinh   | Trường                             | Khởi động | VCNV | Tăng tốc | Về đích | Tổng điểm |
| -------------------- | ---------------------------------- | --------- | ---- | -------- | ------- | --------- |
| Văn Viết Đức         | THPT Thị xã Quảng Trị, Quảng Trị   | 70        | 70   | 80       | 140     | 360       |
| Nguyễn Thị Quỳnh Mai | THPT Chuyên Nguyễn Trãi, Hải Dương | 20        | 0    | 40       | -40     | 20        |
| Hoàng Văn Đông       | THPT Nguyễn Thị Minh Khai, Hà Nội  | 50        | 0    | 60       | 45      | 155       |
| Lưu Thị Thuý Quỳnh   | THPT Hiệp Hoà số 1, Bắc Giang      | 40        | 0    | 60       | -80     | 20        |

#### Tháng 1 - Quý 1
Phát sóng: 13 giờ ngày 31 tháng 8 năm 2014
| Họ và tên thí sinh     | Trường                                     | Khởi động | VCNV | Tăng tốc | Về đích | Tổng điểm |
| ---------------------- | ------------------------------------------ | --------- | ---- | -------- | ------- | --------- |
| Văn Viết Đức           | THPT Thị xã Quảng Trị, Quảng Trị           | 60        | 60   | 60       | 30      | 210       |
| Hoàng Văn Đông         | THPT Nguyễn Thị Minh Khai, Hà Nội          | 20        | 10   | 30       | -10     | 50        |
| Kiều Thị Mỹ Hạnh       | THPT Kon Tum, Kon Tum                      | 80        | 10   | 10       | -60     | 40        |
| Phồng Triệu Nhật Quang | THPT Chuyên Lê Hồng Phong, TP. Hồ Chí Minh | 50        | 10   | 40       | 80      | 180       |

#### Tuần 1 - Tháng 2 - Quý 1
Phát sóng: 13 giờ ngày 7 tháng 9 năm 2014
| Họ và tên thí sinh   | Trường                           | Khởi động | VCNV | Tăng tốc | Về đích | Tổng điểm |
| -------------------- | -------------------------------- | --------- | ---- | -------- | ------- | --------- |
| Nguyễn Thị Ngọc Diệp | THPT Nguyễn Trãi, Bình Dương     | 40        | 0    | 70       | 30      | 140       |
| Bùi Mạnh Thắng       | THPT Bình Thanh, Thái Bình       | 60        | 0    | 40       | -5      | 95        |
| Đặng Thanh Huy       | THPT Chuyên Lê Khiết, Quảng Ngãi | 90        | 90   | 120      | 20      | 320       |
| Nguyễn Diệu Xuân     | THPT Xuân Mai, Hà Nội            | 50        | 0    | 70       | -50     | 70        |

#### Tuần 2 - Tháng 2 - Quý 1
Phát sóng: 13 giờ ngày 14 tháng 9 năm 2014
| Họ và tên thí sinh | Trường                               | Khởi động | VCNV | Tăng tốc | Về đích | Tổng điểm |
| ------------------ | ------------------------------------ | --------- | ---- | -------- | ------- | --------- |
| Đặng Thị Huyền     | THPT Nam Khoái Châu, Hưng Yên        | 80        | 20   | 80       | -10     | 170       |
| Lê Tôn Bảo         | THPT Krông Ana, Đắk Lắk              | 80        | 0    | 80       | 5       | 165       |
| Hồ Thị Kim Phụng   | THPT Chuyên Thủ khoa Nghĩa, An Giang | 50        | 0    | 40       | -50     | 40        |
| Phạm Thanh Phong   | THPT Kiến An, Hải Phòng              | 90        | 20   | 70       | 70      | 250       |

#### Tuần 3 - Tháng 2 - Quý 1
Phát sóng: 13 giờ ngày 21 tháng 9 năm 2014
| Họ và tên thí sinh    | Trường                                   | Khởi động | VCNV | Tăng tốc | Về đích | Tổng điểm |
| --------------------- | ---------------------------------------- | --------- | ---- | -------- | ------- | --------- |
| Kim Văn Hùng          | THPT Mỹ Đức B, Hà Nội                    | 50        | 0    | 50       | 20      | 120       |
| Nguyễn Thị Tuyết Giao | THPT Nguyễn Việt Hồng, Cần Thơ           | 70        | 10   | 110      | 10      | 200       |
| Thái Ngọc Lan         | THPT Chuyên Nguyễn Bỉnh Khiêm, Quảng Nam | 80        | 0    | 80       | -20     | 140       |
| Lưu Xuân Đức          | THPT Sông Công, Thái Nguyên              | 70        | 60   | 60       | 40      | 230       |

#### Tháng 2 - Quý 1
Phát sóng: 13 giờ ngày 28 tháng 9 năm 2014
| Họ và tên thí sinh    | Trường                           | Khởi động | VCNV | Tăng tốc | Về đích | Tổng điểm |
| --------------------- | -------------------------------- | --------- | ---- | -------- | ------- | --------- |
| Phạm Thanh Phong      | THPT Kiến An, Hải Phòng          | 90        | 70   | 100      | -5      | 255       |
| Nguyễn Thị Tuyết Giao | THPT Nguyễn Việt Hồng, Cần Thơ   | 40        | 0    | 10       | 80      | 130       |
| Lưu Xuân Đức          | THPT Sông Công, Thái Nguyên      | 90        | 0    | 70       | -45     | 115       |
| Đặng Thanh Huy        | THPT Chuyên Lê Khiết, Quảng Ngãi | 100       | 0    | 80       | -10     | 170       |

#### Tuần 1 - Tháng 3 - Quý 1
Phát sóng: 13 giờ ngày 5 tháng 10 năm 2014
| Họ và tên thí sinh   | Trường                                     | Khởi động | VCNV | Tăng tốc | Về đích | Tổng điểm |
| -------------------- | ------------------------------------------ | --------- | ---- | -------- | ------- | --------- |
| Nguyễn Minh Đức      | THPT Chuyên Đại học Sư phạm Hà Nội, Hà Nội | 30        | 0    | 0        | -55     | -25       |
| Nguyễn Quang Huy     | THPT Lê Thánh Tông, Gia Lai                | 50        | 0    | 80       | -20     | 110       |
| Ngô Thị Châu Giang   | THCS & THPT Hai Bà Trưng, Vĩnh Phúc        | 50        | 80   | 30       | 25      | 185       |
| Trần Thị Phương Linh | THPT Tân Hà, Lâm Đồng                      | 30        | 0    | 80       | -10     | 100       |

#### Tuần 2 - Tháng 3 - Quý 1
Phát sóng: 13 giờ ngày 12 tháng 10 năm 2014
| Họ và tên thí sinh | Trường                           | Khởi động | VCNV | Tăng tốc | Về đích | Tổng điểm |
| ------------------ | -------------------------------- | --------- | ---- | -------- | ------- | --------- |
| Nguyễn Thị Hạnh    | THPT Chương Mỹ A, Hà Nội         | 80        | 10   | 30       | 25      | 145       |
| Phạm Thái Tiểu Mi  | THPT Bình Khánh, TP. Hồ Chí Minh | 40        | 0    | 100      | -25     | 115       |
| Lương Văn Minh     | THPT Gang Thép, Thái Nguyên      | 90        | 10   | 90       | -10     | 180       |
| Nguyễn Quốc Thịnh  | THPT Chuyên Lê Quý Đôn, Đà Nẵng  | 70        | 0    | 130      | 5       | 205       |

#### Tuần 3 - Tháng 3 - Quý 1
Phát sóng: 13 giờ ngày 19 tháng 10 năm 2014
| Họ và tên thí sinh | Trường                                             | Khởi động | VCNV | Tăng tốc | Về đích | Tổng điểm |
| ------------------ | -------------------------------------------------- | --------- | ---- | -------- | ------- | --------- |
| Trần Thị Châu Hà   | THPT Thanh Hoà, Bình Phước                         | 30        | 10   | 40       | -30     | 50        |
| Nguyễn Ngọc Mai    | THPT Long Khánh, Đồng Nai                          | 60        | 80   | 0        | 35      | 175       |
| Nguyễn Đăng Thế    | THPT Chuyên Khoa học Tự nhiên, ĐHQG Hà Nội, Hà Nội | 50        | 10   | 60       | -10     | 110       |
| Nguyễn Quang Nam   | THPT Hoàng Lệ Kha, Thanh Hoá                       | 60        | 10   | 80       | 60      | 210       |

#### Tháng 3 - Quý 1
Phát sóng: 13 giờ ngày 26 tháng 10 năm 2014
| Họ và tên thí sinh | Trường                              | Khởi động | VCNV | Tăng tốc | Về đích | Tổng điểm |
| ------------------ | ----------------------------------- | --------- | ---- | -------- | ------- | --------- |
| Ngô Thị Châu Giang | THCS & THPT Hai Bà Trưng, Vĩnh Phúc | 90        | 50   | 40       | 20      | 200       |
| Lương Văn Minh     | THPT Gang Thép, Thái Nguyên         | 60        | 10   | 20       | 20      | 110       |
| Nguyễn Quốc Thịnh  | THPT Chuyên Lê Quý Đôn, Đà Nẵng     | 60        | 0    | 10       | 30      | 100       |
| Nguyễn Quang Nam   | THPT Hoàng Lệ Kha, Thanh Hoá        | 70        | 10   | 70       | -20     | 130       |

- Số phát sóng đầu tiên MC Ngọc Huy tạm quyền dẫn chính do MC Tùng Chi có việc riêng.

#### Quý 1
Phát sóng: 13 giờ ngày 2 tháng 11 năm 2014
| Họ và tên thí sinh     | Trường                                     | Khởi động | VCNV | Tăng tốc | Về đích | Tổng điểm |
| ---------------------- | ------------------------------------------ | --------- | ---- | -------- | ------- | --------- |
| Phạm Thanh Phong       | THPT Kiến An, Hải Phòng                    | 80        | 0    | 80       | 15      | 175       |
| Ngô Thị Châu Giang     | THCS & THPT Hai Bà Trưng, Vĩnh Phúc        | 40        | 0    | 50       | -30     | 60        |
| Văn Viết Đức           | THPT Thị xã Quảng Trị, Quảng Trị           | 40        | 70   | 130      | -15     | 225       |
| Phồng Triệu Nhật Quang | THPT Chuyên Lê Hồng Phong, TP. Hồ Chí Minh | 70        | 0    | 40       | 5       | 115       |

### Quý 2

#### Tuần 1 - Tháng 1 - Quý 2
Phát sóng: 13 giờ ngày 9 tháng 11 năm 2014
| Họ và tên thí sinh      | Trường                                 | Khởi động | VCNV | Tăng tốc | Về đích | Tổng điểm |
| ----------------------- | -------------------------------------- | --------- | ---- | -------- | ------- | --------- |
| Nguyễn Chánh Long       | THPT số 1 An Nhơn, Bình Định           | 80        | 10   | 110      | 50      | 250       |
| Trần Thị Thu Hằng       | THPT Tĩnh Gia 1, Thanh Hoá             | 60        | 50   | 100      | -45     | 165       |
| Nguyễn Ngọc Phương Thảo | THPT Chuyên Hà Nội - Amsterdam, Hà Nội | 30        | 20   | 80       | -5      | 125       |
| Lê Nguyên Thái Trường   | THPT Lý Tự Trọng, Khánh Hoà            | 50        | 10   | 100      | 80      | 240       |

#### Tuần 2 - Tháng 1 - Quý 2
Phát sóng: 13 giờ ngày 16 tháng 11 năm 2014
| Họ và tên thí sinh    | Trường                                | Khởi động | VCNV | Tăng tốc | Về đích | Tổng điểm |
| --------------------- | ------------------------------------- | --------- | ---- | -------- | ------- | --------- |
| Nguyễn Thế Cường      | THPT Nguyễn Trung Ngạn, Hưng Yên      | 50        | 10   | 40       | 0       | 100       |
| Huỳnh Gia Quý         | THPT Bàn Tân Định, Kiên Giang         | 70        | 10   | 60       | -30     | 110       |
| Kiều Việt Hoà         | THPT Cao Bá Quát - Gia Lâm, Hà Nội    | 70        | 10   | 80       | -25     | 135       |
| Huỳnh Anh Nhật Trường | THPT Chuyên Trần Hưng Đạo, Bình Thuận | 60        | 70   | 100      | 55      | 285       |

#### Tuần 3 - Tháng 1 - Quý 2
Phát sóng: 13 giờ ngày 23 tháng 11 năm 2014
| Họ và tên thí sinh | Trường                                 | Khởi động | VCNV | Tăng tốc | Về đích | Tổng điểm |
| ------------------ | -------------------------------------- | --------- | ---- | -------- | ------- | --------- |
| Lương Thị Mỹ Lệ    | THPT Chuyên Cao Bằng, Cao Bằng         | 70        | 0    | 40       | 0       | 110       |
| Đào Thiện Thanh    | THPT Nguyễn Tất Thành, TP. Hồ Chí Minh | 80        | 0    | 80       | 80      | 240       |
| Trần Trọng Nhân    | THPT Trương Định, Tiền Giang           | 100       | 80   | 80       | 25      | 285       |
| Nguyễn Vũ Anh Thư  | THPT Nhân Chính, Hà Nội                | 70        | 10   | 30       | 60      | 170       |

#### Tháng 1 - Quý 2
Phát sóng: 13 giờ ngày 30 tháng 11 năm 2014
| Họ và tên thí sinh    | Trường                                | Khởi động | VCNV | Tăng tốc | Về đích | Tổng điểm |
| --------------------- | ------------------------------------- | --------- | ---- | -------- | ------- | --------- |
| Huỳnh Anh Nhật Trường | THPT Chuyên Trần Hưng Đạo, Bình Thuận | 70        | 70   | 70       | 80      | 290       |
| Trần Trọng Nhân       | THPT Trương Định, Tiền Giang          | 50        | 20   | 0        | -40     | 30        |
| Nguyễn Chánh Long     | THPT số 1 An Nhơn, Bình Định          | 50        | 0    | 20       | 60      | 130       |
| Lê Nguyên Thái Trường | THPT Lý Tự Trọng, Khánh Hoà           | 20        | 10   | 120      | 10      | 160       |

#### Tuần 1 - Tháng 2 - Quý 2
Phát sóng: 13 giờ ngày 7 tháng 12 năm 2014
| Họ và tên thí sinh   | Trường                                 | Khởi động | VCNV | Tăng tốc | Về đích | Tổng điểm |
| -------------------- | -------------------------------------- | --------- | ---- | -------- | ------- | --------- |
| Trần Danh Phúc       | THPT Xuyên Mộc, Bà Rịa - Vũng Tàu      | 60        | 70   | 70       | 30      | 230       |
| Phạm Diệu Linh       | THPT Ngô Sỹ Liên, Bắc Giang            | 40        | 0    | 60       | 60      | 160       |
| Hoàng Xuân Tuấn Anh  | THPT Yên Hoà, Hà Nội                   | 80        | 10   | 130      | 15      | 235       |
| Nguyễn Ngọc Yến Linh | THPT Chuyên Nguyễn Chí Thanh, Đắk Nông | 50        | 20   | 100      | 10      | 180       |

#### Tuần 2 - Tháng 2 - Quý 2
Phát sóng: 13 giờ ngày 14 tháng 12 năm 2014
| Họ và tên thí sinh   | Trường                               | Khởi động | VCNV | Tăng tốc | Về đích | Tổng điểm |
| -------------------- | ------------------------------------ | --------- | ---- | -------- | ------- | --------- |
| Nguyễn Thị Minh Ngọc | THPT Chuyên Lương Văn Tụy, Ninh Bình | 90        | 80   | 70       | 30      | 270       |
| Bùi Hải Công         | THPT Đống Đa, Hà Nội                 | 80        | 0    | 110      | -25     | 165       |
| Lê Huỳnh Tín         | THPT Lê Minh Xuân, TP. Hồ Chí Minh   | 70        | 10   | 80       | 0       | 160       |
| Nguyễn Đình Thảo     | THPT Lương Thúc Kỳ, Quảng Nam        | 30        | 10   | 20       | -45     | 15        |

#### Tuần 3 - Tháng 2 - Quý 2
Phát sóng: 13 giờ ngày 21 tháng 12 năm 2014
| Họ và tên thí sinh   | Trường                         | Khởi động | VCNV | Tăng tốc | Về đích | Tổng điểm |
| -------------------- | ------------------------------ | --------- | ---- | -------- | ------- | --------- |
| Mai Thị Ngọc         | THPT Việt Trì, Phú Thọ         | 20        | 20   | 70       | -35     | 75        |
| Nguyễn Bùi Thanh Hải | THPT Kim Anh, Hà Nội           | 50        | 20   | 40       | -20     | 90        |
| Lê Hoàng Nam         | THPT Dương Minh Châu, Tây Ninh | 40        | 10   | 130      | -10     | 170       |
| Nguyễn Quang Anh     | THPT Chuyên Quốc học, TP. Huế  | 80        | 80   | 140      | 50      | 350       |

#### Tháng 2 - Quý 2
Phát sóng: 13 giờ ngày 28 tháng 12 năm 2014
| Họ và tên thí sinh   | Trường                               | Khởi động | VCNV | Tăng tốc | Về đích | Tổng điểm |
| -------------------- | ------------------------------------ | --------- | ---- | -------- | ------- | --------- |
| Nguyễn Quang Anh     | THPT Chuyên Quốc học, TP. Huế        | 100       | 40   | 120      | 10      | 270       |
| Hoàng Xuân Tuấn Anh  | THPT Yên Hoà, Hà Nội                 | 60        | 50   | 80       | -20     | 170       |
| Nguyễn Thị Minh Ngọc | THPT Chuyên Lương Văn Tụy, Ninh Bình | 60        | 0    | 80       | 25      | 165       |
| Trần Danh Phúc       | THPT Xuyên Mộc, Bà Rịa - Vũng Tàu    | 40        | 20   | 60       | -10     | 110       |

#### Tuần 1 - Tháng 3 - Quý 2
Phát sóng: 13 giờ ngày 4 tháng 1 năm 2015
| Họ và tên thí sinh | Trường                           | Khởi động | VCNV | Tăng tốc | Về đích | Tổng điểm |
| ------------------ | -------------------------------- | --------- | ---- | -------- | ------- | --------- |
| Lê Thị Thuỳ Trang  | THPT Tiến Thịnh, Hà Nội          | 70        | 80   | 100      | 50      | 300       |
| Phạm Hoàng Duy     | THPT Trần Kỳ Phong, Quảng Ngãi   | 40        | 0    | 50       | -95     | -5        |
| Trần Thị Ngọc Minh | THPT Chuyên Chu Văn An, Lạng Sơn | 40        | 0    | 120      | 0       | 160       |
| Nguyễn Nhân Trí    | THPT Dầu Tiếng, Bình Dương       | 80        | 0    | 30       | 15      | 125       |

#### Tuần 2 - Tháng 3 - Quý 2
Phát sóng: 13 giờ ngày 11 tháng 1 năm 2015

| Họ và tên thí sinh      | Trường                             | Khởi động | VCNV | Tăng tốc | Về đích | Tổng điểm |
| ----------------------- | ---------------------------------- | --------- | ---- | -------- | ------- | --------- |
| Nguyễn Đức Huy          | THPT Nam Cao, Hà Nam               | 20        | 10   | 60       | -40     | 50        |
| Huỳnh Nguyễn Hồng Chiến | THPT Chuyên Lê Quý Đôn, Ninh Thuận | 80        | 60   | 150      | 170     | 460       |
| Bùi Minh Đức            | THPT Mỹ Đức A, Hà Nội              | 60        | 10   | 50       | -30     | 90        |
| Nguyễn Quỳnh Trâm       | THPT Thống Nhất, Đồng Nai          | 30        | 10   | 70       | -10     | 100       |

- Huỳnh Nguyễn Hồng Chiến là người đầu tiên của Đường lên đỉnh Olympia đạt được số điểm kỷ lục 460, phá sâu kỷ lục cũ của Nguyễn Minh Quang trong trận Tháng 3 - Quý 4 năm thứ 12 với 395 điểm.

#### Tuần 3 - Tháng 3 - Quý 2
Phát sóng: 13 giờ ngày 18 tháng 1 năm 2015
| Họ và tên thí sinh    | Trường                           | Khởi động | VCNV | Tăng tốc | Về đích | Tổng điểm |
| --------------------- | -------------------------------- | --------- | ---- | -------- | ------- | --------- |
| Nguyễn Thị Lan Chi    | THPT Kim Bôi, Hoà Bình           | 60        | 20   | 20       | -65     | 35        |
| Mai Nguyễn Công Thuận | THPT Phan Châu Trinh, Đà Nẵng    | 50        | 20   | 80       | 25      | 175       |
| Phan Thu Hà           | THPT Phạm Hồng Thái, Hà Nội      | 60        | 0    | 50       | -30     | 80        |
| Võ Tấn Phát           | THPT Chuyên Lý Tự Trọng, Cần Thơ | 70        | 20   | 50       | 20      | 160       |

#### Tháng 3 - Quý 2
Phát sóng: 13 giờ ngày 25 tháng 1 năm 2015
| Họ và tên thí sinh      | Trường                             | Khởi động | VCNV | Tăng tốc | Về đích | Tổng điểm |
| ----------------------- | ---------------------------------- | --------- | ---- | -------- | ------- | --------- |
| Mai Nguyễn Công Thuận   | THPT Phan Châu Trinh, Đà Nẵng      | 50        | 10   | 50       | -20     | 90        |
| Huỳnh Nguyễn Hồng Chiến | THPT Chuyên Lê Quý Đôn, Ninh Thuận | 110       | 10   | 130      | 30      | 280       |
| Võ Tấn Phát             | THPT Chuyên Lý Tự Trọng, Cần Thơ   | 40        | 10   | 70       | 60      | 180       |
| Lê Thị Thuỳ Trang       | THPT Tiến Thịnh, Hà Nội            | 60        | 60   | 50       | -15     | 155       |

#### Quý 2
Phát sóng: 13 giờ ngày 1 tháng 2 năm 2015
| Họ và tên thí sinh      | Trường                                | Khởi động | VCNV | Tăng tốc | Về đích | Tổng điểm |
| ----------------------- | ------------------------------------- | --------- | ---- | -------- | ------- | --------- |
| Huỳnh Nguyễn Hồng Chiến | THPT Chuyên Lê Quý Đôn, Ninh Thuận    | 90        | 10   | 30       | 45      | 175       |
| Huỳnh Anh Nhật Trường   | THPT Chuyên Trần Hưng Đạo, Bình Thuận | 50        | 70   | 80       | 100     | 300       |
| Nguyễn Quang Anh        | THPT Chuyên Quốc học, TP. Huế         | 60        | 10   | 0        | -20     | 50        |
| Võ Tấn Phát             | THPT Chuyên Lý Tự Trọng, Cần Thơ      | 40        | 0    | 70       | -35     | 75        |

### Quý 3

#### Tuần 1 - Tháng 1 - Quý 3
Phát sóng: 13 giờ ngày 8 tháng 2 năm 2015
| Họ và tên thí sinh   | Trường                          | Khởi động | VCNV | Tăng tốc | Về đích | Tổng điểm |
| -------------------- | ------------------------------- | --------- | ---- | -------- | ------- | --------- |
| Từ Thị Thanh Hoà     | THPT Chuyên Hùng Vương, Gia Lai | 70        | 70   | 20       | 50      | 210       |
| Nguyễn Tuấn Anh      | THPT Bình Sơn, Vĩnh Phúc        | 80        | 0    | 30       | 5       | 115       |
| Bùi Huy Phan         | THPT Vân Nội, Hà Nội            | 60        | 0    | 50       | 20      | 130       |
| Hoàng Trần Thiên Kim | THPT Hoàng Văn Thụ, Khánh Hoà   | 30        | 0    | 40       | -45     | 25        |

#### Tuần 2 - Tháng 1 - Quý 3
Phát sóng: 13 giờ ngày 15 tháng 2 năm 2015
| Họ và tên thí sinh | Trường                                     | Khởi động | VCNV | Tăng tốc | Về đích | Tổng điểm |
| ------------------ | ------------------------------------------ | --------- | ---- | -------- | ------- | --------- |
| Trần Hạnh Phương   | THPT Ngọc Hồi, Hà Nội                      | 70        | 60   | 110      | 20      | 260       |
| Đào Mạnh Nghĩa     | THPT Cam Lộ, Quảng Trị                     | 30        | 10   | 80       | -10     | 110       |
| Đào Vân Anh        | THPT Chuyên Hạ Long, Quảng Ninh            | 40        | 10   | 0        | 0       | 50        |
| Huỳnh Ngọc Nhơn    | THCS & THPT Nguyễn Khuyến, TP. Hồ Chí Minh | 50        | 10   | 40       | 60      | 160       |

#### Tuần 3 - Tháng 1 - Quý 3
Phát sóng: 13 giờ ngày 22 tháng 2 năm 2015
| Họ và tên thí sinh | Trường                               | Khởi động | VCNV | Tăng tốc | Về đích | Tổng điểm |
| ------------------ | ------------------------------------ | --------- | ---- | -------- | ------- | --------- |
| Trần Thị Hải Yến   | THPT Krông Nô, Đắk Nông              | 50        | 10   | 30       | 60      | 150       |
| Lê Thị Minh Ngọc   | THPT Bạch Đằng, Hải Phòng            | 70        | 30   | 90       | 80      | 270       |
| Bùi Lê Nhật Tiên   | THPT Chuyên Lương Văn Chánh, Phú Yên | 100       | 10   | 120      | 20      | 250       |
| Nguyễn Hữu Trí     | THPT Tùng Thiện, Hà Nội              | 60        | 10   | 60       | -10     | 120       |

#### Tháng 1 - Quý 3
Phát sóng: 13 giờ ngày 1 tháng 3 năm 2015
| Họ và tên thí sinh | Trường                               | Khởi động | VCNV | Tăng tốc | Về đích | Tổng điểm |
| ------------------ | ------------------------------------ | --------- | ---- | -------- | ------- | --------- |
| Lê Thị Minh Ngọc   | THPT Bạch Đằng, Hải Phòng            | 20        | 10   | 70       | 0       | 100       |
| Từ Thị Thanh Hoà   | THPT Chuyên Hùng Vương, Gia Lai      | 20        | 0    | 60       | -10     | 70        |
| Trần Hạnh Phương   | THPT Ngọc Hồi, Hà Nội                | 70        | 10   | 70       | 0       | 150       |
| Bùi Lê Nhật Tiên   | THPT Chuyên Lương Văn Chánh, Phú Yên | 60        | 70   | 40       | 35      | 205       |

#### Tuần 1 -  Tháng 2 - Quý 3
Phát sóng: 13 giờ ngày 8 tháng 3 năm 2015
| Họ và tên thí sinh       | Trường                               | Khởi động | VCNV | Tăng tốc | Về đích | Tổng điểm |
| ------------------------ | ------------------------------------ | --------- | ---- | -------- | ------- | --------- |
| Nguyễn Hoàng Tuấn        | THPT Nguyễn Hữu Cầu, TP. Hồ Chí Minh | 90        | 10   | 20       | 5       | 125       |
| Phạm Quyết               | THPT Hoài Đức A, Hà Nội              | 70        | 60   | 60       | 50      | 240       |
| Nguyễn Huỳnh Thảo Nguyên | THPT Nguyễn Thị Minh Khai, Bến Tre   | 70        | 20   | 80       | -40     | 130       |
| Hà Mỹ Ngọc               | THPT Chuyên Lê Quý Đôn, Điện Biên    | 90        | 10   | 100      | 60      | 260       |

#### Tuần 2 - Tháng 2 - Quý 3
Phát sóng: 13 giờ ngày 15 tháng 3 năm 2015
| Họ và tên thí sinh   | Trường                          | Khởi động | VCNV | Tăng tốc | Về đích | Tổng điểm |
| -------------------- | ------------------------------- | --------- | ---- | -------- | ------- | --------- |
| Nguyễn Văn Thành     | THPT Vĩnh Bình, An Giang        | 80        | 0    | 20       | -30     | 70        |
| Lê Thị Vân Anh       | THPT Chuyên Lam Sơn, Thanh Hoá  | 60        | 90   | 80       | 45      | 275       |
| Nguyễn Văn Tú        | THPT Thạch Thất, Hà Nội         | 90        | 0    | 30       | -25     | 95        |
| Trần Ngọc Hoài Hương | THPT Nguyễn Bỉnh Khiêm, Đắk Lắk | 70        | 10   | 10       | 5       | 95        |

#### Tuần 3 - Tháng 2 - Quý 3
Phát sóng: 13 giờ ngày 22 tháng 3 năm 2015
| Họ và tên thí sinh | Trường                                    | Khởi động | VCNV | Tăng tốc | Về đích | Tổng điểm |
| ------------------ | ----------------------------------------- | --------- | ---- | -------- | ------- | --------- |
| Trần Trọng Tuân    | THPT Chuyên Nguyễn Huệ, Hà Nội            | 70        | 10   | 80       | 50      | 210       |
| Bùi Xuân Phú       | THPT Phan Bội Châu, Quảng Nam             | 80        | 20   | 90       | -60     | 130       |
| Nguyễn Cao Ngọc Vũ | THPT Kim Sơn A, Ninh Bình                 | 30        | 70   | 120      | 35      | 255       |
| Nguyễn Khánh Minh  | TH, THCS & THPT Quốc Văn Cần Thơ, Cần Thơ | 50        | 20   | 50       | -10     | 110       |

#### Tháng 2 - Quý 3
Phát sóng: 13 giờ ngày 29 tháng 3 năm 2015
| Họ và tên thí sinh | Trường                            | Khởi động | VCNV | Tăng tốc | Về đích | Tổng điểm |
| ------------------ | --------------------------------- | --------- | ---- | -------- | ------- | --------- |
| Nguyễn Cao Ngọc Vũ | THPT Kim Sơn A, Ninh Bình         | 40        | 80   | 30       | 30      | 180       |
| Phạm Quyết         | THPT Hoài Đức A, Hà Nội           | 70        | 20   | 0        | 0       | 90        |
| Lê Thị Vân Anh     | THPT Chuyên Lam Sơn, Thanh Hoá    | 40        | 10   | 80       | 10      | 140       |
| Hà Mỹ Ngọc         | THPT Chuyên Lê Quý Đôn, Điện Biên | 80        | 20   | 40       | 25      | 165       |

#### Tuần 1 - Tháng 3 - Quý 3
Phát sóng: 13 giờ ngày 5 tháng 4 năm 2015
| Họ và tên thí sinh | Trường                              | Khởi động | VCNV | Tăng tốc | Về đích | Tổng điểm |
| ------------------ | ----------------------------------- | --------- | ---- | -------- | ------- | --------- |
| Nguyễn Thị Như Ly  | THPT Đức Hợp, Hưng Yên              | 30        | 0    | 20       | -5      | 45        |
| Tạ Đình Vinh       | THPT Chuyên Quang Trung, Bình Phước | 40        | 0    | 70       | 0       | 110       |
| Nghiêm Quốc Huy    | THPT Xuân Mai, Hà Nội               | 50        | 60   | 60       | 80      | 250       |
| Phan Thị Thu Hà    | THPT Gio Linh, Quảng Trị            | 50        | 0    | 50       | -20     | 80        |

#### Tuần 2 - Tháng 3 - Quý 3
Phát sóng: 13 giờ ngày 12 tháng 4 năm 2015
| Họ và tên thí sinh | Trường                             | Khởi động | VCNV | Tăng tốc | Về đích | Tổng điểm |
| ------------------ | ---------------------------------- | --------- | ---- | -------- | ------- | --------- |
| Nguyễn Nam Sơn     | THPT Lạng Giang số 1, Bắc Giang    | 90        | 0    | 100      | 70      | 260       |
| Nguyễn Võ Hữu Thức | THPT Chuyên Tiền Giang, Tiền Giang | 90        | 0    | 100      | -10     | 180       |
| Phạm Tiến Trung    | THPT Bảo Lâm, Lâm Đồng             | 60        | 10   | 60       | 110     | 240       |
| Tô Văn Bảo         | THPT Cộng Hiền, Hải Phòng          | 40        | 80   | 110      | 30      | 260       |

#### Tuần 3 - Tháng 3 - Quý 3
Phát sóng: 13 giờ ngày 19 tháng 4 năm 2015
| Họ và tên thí sinh   | Trường                                 | Khởi động | VCNV | Tăng tốc | Về đích | Tổng điểm |
| -------------------- | -------------------------------------- | --------- | ---- | -------- | ------- | --------- |
| Phan Lê Phi Lâm      | THPT Trung Phú, TP. Hồ Chí Minh        | 70        | 50   | 20       | 0       | 140       |
| Đỗ Hoàng Hùng        | THPT Việt Bắc, Lạng Sơn                | 30        | 0    | 50       | -30     | 50        |
| Phạm Gia Khoa        | THPT Chuyên Hà Nội - Amsterdam, Hà Nội | 80        | 0    | 140      | -40     | 180       |
| Nguyễn Khánh Gia Bảo | THPT Dầu Giây, Đồng Nai                | 50        | 20   | 130      | -5      | 195       |

#### Tháng 3 - Quý 3
Phát sóng: 13 giờ ngày 26 tháng 4 năm 2015
| Họ và tên thí sinh   | Trường                          | Khởi động | VCNV | Tăng tốc | Về đích | Tổng điểm |
| -------------------- | ------------------------------- | --------- | ---- | -------- | ------- | --------- |
| Nguyễn Khánh Gia Bảo | THPT Dầu Giây, Đồng Nai         | 40        | 10   | 110      | -50     | 110       |
| Nguyễn Nam Sơn       | THPT Lạng Giang số 1, Bắc Giang | 100       | 10   | 70       | 40      | 220       |
| Nghiêm Quốc Huy      | THPT Xuân Mai, Hà Nội           | 80        | 50   | 50       | 40      | 220       |
| Tô Văn Bảo           | THPT Cộng Hiền, Hải Phòng       | 50        | 0    | 10       | 80      | 140       |

#### Quý 3
Phát sóng: 13 giờ ngày 3 tháng 5 năm 2015
| Họ và tên thí sinh | Trường                               | Khởi động | VCNV | Tăng tốc | Về đích | Tổng điểm |
| ------------------ | ------------------------------------ | --------- | ---- | -------- | ------- | --------- |
| Nguyễn Cao Ngọc Vũ | THPT Kim Sơn A, Ninh Bình            | 50        | 20   | 80       | 80      | 230       |
| Bùi Lê Nhật Tiên   | THPT Chuyên Lương Văn Chánh, Phú Yên | 90        | 10   | 30       | -55     | 75        |
| Nghiêm Quốc Huy    | THPT Xuân Mai, Hà Nội                | 60        | 60   | 0        | -10     | 110       |
| Nguyễn Nam Sơn     | THPT Lạng Giang số 1, Bắc Giang      | 60        | 10   | 90       | -25     | 135       |

### Quý 4

#### Tuần 1 - Tháng 1 - Quý 4
Phát sóng: 13 giờ ngày 10 tháng 5 năm 2015
| Họ và tên thí sinh | Trường                                               | Khởi động | VCNV | Tăng tốc | Về đích | Tổng điểm |
| ------------------ | ---------------------------------------------------- | --------- | ---- | -------- | ------- | --------- |
| Nguyễn Ngọc Ánh    | THPT Đội Cấn, Vĩnh Phúc                              | 90        | 10   | 140      | -25     | 215       |
| Nguyễn Huy Hoàng   | PT Năng khiếu, ĐHQG TP. Hồ Chí Minh, TP. Hồ Chí Minh | 70        | 70   | 60       | 60      | 260       |
| Phạm Thị Hải Yến   | THPT Lý Thường Kiệt, Hải Phòng                       | 20        | 10   | 40       | -35     | 35        |
| Nguyễn Công Tín    | THPT Nguyễn Du, Ninh Thuận                           | 70        | 10   | 40       | -25     | 95        |

#### Tuần 2 - Tháng 1 - Quý 4
Phát sóng: 13 giờ ngày 17 tháng 5 năm 2015
| Họ và tên thí sinh     | Trường                              | Khởi động | VCNV | Tăng tốc | Về đích | Tổng điểm |
| ---------------------- | ----------------------------------- | --------- | ---- | -------- | ------- | --------- |
| Nguyễn Lê Khánh Nguyên | THPT Chu Văn An, Quảng Nam          | 70        | 0    | 50       | 50      | 170       |
| Trần Đức Minh          | THPT Chuyên Lê Hồng Phong, Nam Định | 110       | 10   | 140      | 50      | 310       |
| Phạm Ngô Minh Thái     | THPT Phước Vĩnh, Bình Dương         | 40        | 40   | 40       | 60      | 180       |
| Trần Minh Khang        | THPT Hữu Lũng, Lạng Sơn             | 50        | 0    | 120      | -30     | 140       |

#### Tuần 3 - Tháng 1 - Quý 4
Phát sóng: 13 giờ ngày 24 tháng 5 năm 2015
| Họ và tên thí sinh | Trường                            | Khởi động | VCNV | Tăng tốc | Về đích | Tổng điểm |
| ------------------ | --------------------------------- | --------- | ---- | -------- | ------- | --------- |
| Võ Trà My          | THPT Chuyên Lê Quý Đôn, Quảng Trị | 30        | 10   | 70       | 30      | 140       |
| Lê Xuân Triều      | THPT Trung Giã, Hà Nội            | 90        | 10   | 130      | 5       | 235       |
| Đỗ Thị Phương Hoa  | THPT Chuyên Hưng Yên, Hưng Yên    | 60        | 0    | 60       | 40      | 160       |
| Lê Nguyễn Huy Hùng | THPT Phan Bội Châu, Bình Thuận    | 40        | 80   | 70       | 0       | 190       |

#### Tháng 1 - Quý 4
Phát sóng: 13 giờ ngày 31 tháng 5 năm 2015
| Họ và tên thí sinh | Trường                                               | Khởi động | VCNV | Tăng tốc | Về đích | Tổng điểm |
| ------------------ | ---------------------------------------------------- | --------- | ---- | -------- | ------- | --------- |
| Nguyễn Huy Hoàng   | PT Năng khiếu, ĐHQG TP. Hồ Chí Minh, TP. Hồ Chí Minh | 80        | 60   | 100      | 100     | 340       |
| Trần Đức Minh      | THPT Chuyên Lê Hồng Phong, Nam Định                  | 90        | 20   | 110      | 80      | 300       |
| Lê Xuân Triều      | THPT Trung Giã, Hà Nội                               | 60        | 10   | 60       | -80     | 50        |
| Nguyễn Ngọc Ánh    | THPT Đội Cấn, Vĩnh Phúc                              | 40        | 20   | 0        | -50     | 10        |

#### Tuần 1 - Tháng 2 - Quý 4
Phát sóng: 13 giờ ngày 7 tháng 6 năm 2015
| Họ và tên thí sinh | Trường                           | Khởi động | VCNV | Tăng tốc | Về đích | Tổng điểm |
| ------------------ | -------------------------------- | --------- | ---- | -------- | ------- | --------- |
| Nguyễn Văn An      | THPT Chuyên Bắc Ninh, Bắc Ninh   | 70        | 10   | 110      | 10      | 200       |
| Nguyễn Danh Khoa   | THPT Lương Thế Vinh, Hà Nội      | 60        | 10   | 70       | 5       | 145       |
| Trương Mưu Sáng    | THPT Chuyên Thăng Long, Lâm Đồng | 60        | 10   | 50       | 75      | 195       |
| Phan Ngọc Duy      | THPT Nguyễn Chí Thanh, TP. Huế   | 70        | 60   | 70       | 20      | 220       |

#### Tuần 2 - Tháng 2 - Quý 4
Phát sóng: 13 giờ ngày 14 tháng 6 năm 2015
| Họ và tên thí sinh     | Trường                               | Khởi động | VCNV | Tăng tốc | Về đích | Tổng điểm |
| ---------------------- | ------------------------------------ | --------- | ---- | -------- | ------- | --------- |
| Trần Ngọc Nguyên       | THPT Hoà Bình, Bà Rịa - Vũng Tàu     | 30        | 0    | 60       | 20      | 110       |
| Nguyễn Thị Bích Phượng | THPT Chuyên Lương Thế Vinh, Đồng Nai | 60        | 0    | 40       | 75      | 175       |
| Nguyễn Thị Ngọc Mai    | THPT Chu Văn An, Hà Nội              | 60        | 80   | 60       | 20      | 220       |
| Nguyễn Hoàng Hảo       | THPT Bùi Dục Tài, Quảng Trị          | 70        | 0    | 60       | 0       | 130       |

#### Tuần 3 - Tháng 2 - Quý 4
Phát sóng: 13 giờ ngày 21 tháng 6 năm 2015
| Họ và tên thí sinh | Trường                                     | Khởi động | VCNV | Tăng tốc | Về đích | Tổng điểm |
| ------------------ | ------------------------------------------ | --------- | ---- | -------- | ------- | --------- |
| Vy Xuân Thắng      | THPT Trần Phú, Phú Yên                     | 90        | 0    | 70       | -60     | 100       |
| Phạm Thu Hằng      | THPT Lương Sơn, Hoà Bình                   | 50        | 10   | 0        | -55     | 5         |
| Lê Hoàng Anh       | THPT Chuyên Bến Tre, Bến Tre               | 50        | 0    | 90       | 110     | 250       |
| Đỗ Hà Phương       | THPT Chuyên Ngoại ngữ, ĐHQG Hà Nội, Hà Nội | 40        | 10   | 110      | 30      | 190       |

#### Tháng 2 - Quý 4
Phát sóng: 13 giờ ngày 28 tháng 6 năm 2015
| Họ và tên thí sinh  | Trường                         | Khởi động | VCNV | Tăng tốc | Về đích | Tổng điểm |
| ------------------- | ------------------------------ | --------- | ---- | -------- | ------- | --------- |
| Nguyễn Văn An       | THPT Chuyên Bắc Ninh, Bắc Ninh | 100       | 50   | 60       | 40      | 250       |
| Phan Ngọc Duy       | THPT Nguyễn Chí Thanh, TP. Huế | 40        | 0    | 40       | 35      | 115       |
| Nguyễn Thị Ngọc Mai | THPT Chu Văn An, Hà Nội        | 90        | 10   | 60       | 10      | 170       |
| Lê Hoàng Anh        | THPT Chuyên Bến Tre, Bến Tre   | 70        | 10   | 140      | -50     | 170       |

#### Tuần 1 - Tháng 3 - Quý 4
Phát sóng: 13 giờ ngày 5 tháng 7 năm 2015
Ghi chú: Số phát sóng đầu tiên của MC Hoàng Anh phụ dẫn chương trình.
| Họ và tên thí sinh    | Trường                                      | Khởi động | VCNV | Tăng tốc | Về đích | Tổng điểm |
| --------------------- | ------------------------------------------- | --------- | ---- | -------- | ------- | --------- |
| Dương Hoàng Hồng Minh | THPT Chuyên Trần Đại Nghĩa, TP. Hồ Chí Minh | 60        | 10   | 80       | 20      | 170       |
| Bùi Văn Sáng          | THPT Đắk Lua, Đồng Nai                      | 20        | 0    | 90       | 10      | 120       |
| Nguyễn Ngọc Việt      | THPT Phan Đình Phùng, Hà Nội                | 60        | 80   | 120      | 40      | 300       |
| Nguyễn Thị Lan Anh    | THPT Chuyên Biên Hoà, Hà Nam                | 40        | 10   | 80       | -30     | 100       |

#### Tuần 2 - Tháng 3 - Quý 4
Phát sóng: 13 giờ ngày 12 tháng 7 năm 2015
| Họ và tên thí sinh | Trường                                                  | Khởi động | VCNV | Tăng tốc | Về đích | Tổng điểm |
| ------------------ | ------------------------------------------------------- | --------- | ---- | -------- | ------- | --------- |
| Nguyễn Chính Thụy  | Tiểu học, THCS & THPT Quốc Văn Sài Gòn, TP. Hồ Chí Minh | 50        | 20   | 100      | 60      | 230       |
| Đồng Văn Thiệu     | THPT Chuyên Trần Phú, Hải Phòng                         | 70        | 40   | 80       | -30     | 160       |
| Trương Đình Đức    | THPT Chuyên Đại học Sư phạm Hà Nội, Hà Nội              | 60        | 10   | 100      | -40     | 130       |
| Lương Xuân Phong   | THPT Chuyên Thái Bình, Thái Bình                        | 90        | 0    | 90       | 60      | 240       |

#### Tuần 3 - Tháng 3 - Quý 4
Phát sóng: 13 giờ ngày 19 tháng 7 năm 2015
| Họ và tên thí sinh     | Trường                                             | Khởi động | VCNV | Tăng tốc | Về đích | Tổng điểm |
| ---------------------- | -------------------------------------------------- | --------- | ---- | -------- | ------- | --------- |
| Nguyễn Thảo Linh       | THPT Chuyên Khoa học Tự nhiên, ĐHQG Hà Nội, Hà Nội | 50        | 10   | 100      | 10      | 170       |
| Lê Minh Nhật           | THPT Chuyên Lê Quý Đôn, Khánh Hoà                  | 70        | 10   | 110      | 40      | 230       |
| Nguyễn Thị Thanh Quyên | THPT Chuyên Thái Nguyên, Thái Nguyên               | 30        | 10   | 60       | -30     | 70        |
| Lương Nguyễn An Nhiên  | THPT Chuyên Lê Hồng Phong, TP. Hồ Chí Minh         | 100       | 50   | 100      | 30      | 280       |

#### Tháng 3 - Quý 4
Phát sóng: 13 giờ ngày 26 tháng 7 năm 2015
| Họ và tên thí sinh    | Trường                                                  | Khởi động | VCNV | Tăng tốc | Về đích | Tổng điểm |
| --------------------- | ------------------------------------------------------- | --------- | ---- | -------- | ------- | --------- |
| Nguyễn Ngọc Việt      | THPT Phan Đình Phùng, Hà Nội                            | 40        | 10   | 30       | -30     | 50        |
| Lương Xuân Phong      | THPT Chuyên Thái Bình, Thái Bình                        | 80        | 10   | 60       | -5      | 145       |
| Nguyễn Chính Thụy     | Tiểu học, THCS & THPT Quốc Văn Sài Gòn, TP. Hồ Chí Minh | 40        | 10   | 90       | 0       | 140       |
| Lương Nguyễn An Nhiên | THPT Chuyên Lê Hồng Phong, TP. Hồ Chí Minh              | 80        | 90   | 120      | 10      | 300       |

#### Quý 4
Phát sóng: 13 giờ ngày 2 tháng 8 năm 2015
| Họ và tên thí sinh    | Trường                                               | Khởi động | VCNV | Tăng tốc | Về đích | Tổng điểm |
| --------------------- | ---------------------------------------------------- | --------- | ---- | -------- | ------- | --------- |
| Nguyễn Văn An         | THPT Chuyên Bắc Ninh, Bắc Ninh                       | 50        | 10   | 90       | -10     | 140       |
| Trần Đức Minh         | THPT Chuyên Lê Hồng Phong, Nam Định                  | 90        | 10   | 90       | 70      | 260       |
| Nguyễn Huy Hoàng      | PT Năng khiếu, ĐHQG TP. Hồ Chí Minh, TP. Hồ Chí Minh | 60        | 70   | 110      | 30      | 270       |
| Lương Nguyễn An Nhiên | THPT Chuyên Lê Hồng Phong, TP. Hồ Chí Minh           | 70        | 10   | 60       | 50      | 190       |

### Gala 15 năm Đường lên đỉnh Olympia
Đêm gala kỷ niệm 15 năm phát sóng của Đường lên đỉnh Olympia với sự tham gia của các thí sinh và những người đã từng gắn bó với chương trình trong 15 năm qua. Việt Khuê và Ngọc Huy là hai MC chính của chương trình này.

### Trận 53: Chung kết năm
| Tên thí sinh          | Trường                                               | Khởi động | VCNV | Tăng tốc | Về đích | Tổng điểm |
| --------------------- | ---------------------------------------------------- | --------- | ---- | -------- | ------- | --------- |
| Nguyễn Huy Hoàng      | PT Năng khiếu, ĐHQG TP. Hồ Chí Minh, TP. Hồ Chí Minh | 50        | 0    | 120      | -20     | 150       |
| Văn Viết Đức          | THPT Thị xã Quảng Trị, Quảng Trị                     | 60        | 70   | 110      | 10      | 250       |
| Nguyễn Cao Ngọc Vũ    | THPT Kim Sơn A, Ninh Bình                            | 30        | 0    | 60       | 60      | 150       |
| Huỳnh Anh Nhật Trường | THPT Chuyên Trần Hưng Đạo, Bình Thuận                | 60        | 10   | 80       | 50      | 200       |

- Dẫn chương trình tại các điểm cầu: Vũ Thu Trang (điểm cầu TP.HCM), Nguyễn Hoàng Linh (điểm cầu Bình Thuận), Trần Hồng Ngọc (điểm cầu Quảng Trị), Bùi Đức Bảo (điểm cầu Ninh Bình).

## Thống kê
Sau đây là thống kê học sinh ở các tỉnh thành tham dự cuộc thi tương ứng ở mỗi vòng thi.
| Địa phương            | TỔNG | TUẦN | THÁNG | QUÝ | NĂM |
| --------------------- | ---- | ---- | ----- | --- | --- |
| An Giang              | 2    | 2    |       |     |     |
| Bà Rịa – Vũng Tàu     | 2    | 1    | 1     |     |     |
| Bắc Giang             | 3    | 2    |       | 1   |     |
| Bắc Ninh              | 1    |      |       | 1   |     |
| Bến Tre               | 2    | 1    | 1     |     |     |
| Bình Dương            | 3    | 3    |       |     |     |
| Bình Định             | 1    |      | 1     |     |     |
| Bình Phước            | 2    | 2    |       |     |     |
| Bình Thuận            | 2    | 1    |       |     | 1   |
| Cao Bằng              | 1    | 1    |       |     |     |
| Cần Thơ               | 3    | 1    | 1     | 1   |     |
| Đà Nẵng               | 2    |      | 2     |     |     |
| Đắk Lắk               | 2    | 2    |       |     |     |
| Đắk Nông              | 2    | 2    |       |     |     |
| Đồng Nai              | 5    | 4    | 1     |     |     |
| Điện Biên             | 1    |      | 1     |     |     |
| Gia Lai               | 2    | 1    | 1     |     |     |
| Hà Nam                | 2    | 2    |       |     |     |
| Hà Nội                | 32   | 23   | 8     | 1   |     |
| Hà Tĩnh               | 2    | 1    | 1     |     |     |
| Hải Dương             | 1    | 1    |       |     |     |
| Hải Phòng             | 6    | 3    | 2     | 1   |     |
| Thành phố Hồ Chí Minh | 11   | 7    | 1     | 3   | 1   |
| Hưng Yên              | 4    | 4    |       |     |     |
| Khánh Hòa             | 2    | 1    | 1     |     |     |
| Kiên Giang            | 2    | 2    |       |     |     |
| Kon Tum               | 1    |      | 1     |     |     |
| Lạng Sơn              | 3    | 3    |       |     |     |
| Lâm Đồng              | 3    | 3    |       |     |     |
| Long An               | 2    | 2    |       |     |     |
| Nam Định              | 1    |      |       | 1   |     |
| Nghệ An               | 1    | 1    |       |     |     |
| Ninh Bình             | 2    |      | 1     |     | 1   |
| Ninh Thuận            | 2    | 1    |       | 1   |     |
| Phú Thọ               | 1    | 1    |       |     |     |
| Phú Yên               | 2    | 1    |       | 1   |     |
| Quảng Nam             | 4    | 4    |       |     |     |
| Quảng Ngãi            | 2    | 1    | 1     |     |     |
| Quảng Ninh            | 1    | 1    |       |     |     |
| Quảng Trị             | 5    | 4    |       |     | 1   |
| Tây Ninh              | 1    | 1    |       |     |     |
| Thái Bình             | 2    | 1    | 1     |     |     |
| Thái Nguyên           | 3    | 1    | 2     |     |     |
| Thanh Hóa             | 1    |      | 1     |     |     |
| TP. Huế               | 2    |      | 1     | 1   |     |
| Tiền Giang            | 2    | 1    | 1     |     |     |
| Tuyên Quang           | 2    | 2    |       |     |     |
| Vĩnh Phúc             | 3    | 1    | 1     | 1   |     |

- Các tỉnh thành có thí sinh tham gia mùa này nhưng không tham gia mùa trước (năm thứ 14):
  - Bắc Ninh
  - Kiên Giang
  - Kon Tum
  - Nam Định
- Các tỉnh thành có thí sinh tham gia mùa trước (năm thứ 14) nhưng không tham gia mùa này:
  - Hậu Giang
  - Lào Cai